# Джон Ворк
Джон Ворк (англ. John Wark, нар. 4 серпня 1957, Глазго) — шотландський футболіст, півзахисник, нападник.
Насамперед відомий виступами за клуби «Іпсвіч Таун», «Ліверпуль» та «Іпсвіч Таун», а також національну збірну Шотландії.
Дворазовий володар Кубка Англії. Дворазовий чемпіон Англії. Володар Суперкубка Англії з футболу. Володар Кубка УЄФА.

## Клубна кар'єра
У дорослому футболі дебютував 1975 року виступами за команду клубу «Іпсвіч Таун», в якій провів дев'ять сезонів, взявши участь у 296 матчах чемпіонату. Більшість часу, проведеного у складі «Іпсвіч Тауна», був основним гравцем команди. За цей час виборов титул володаря Кубка Англії, ставав володарем Кубка УЄФА.
Своєю грою за цю команду привернув увагу представників тренерського штабу клубу «Ліверпуль», до складу якого приєднався 1984 року. Відіграв за мерсісайдців наступні чотири сезони своєї ігрової кар'єри. У складі «Ліверпуля» був одним з головних бомбардирів команди, маючи середню результативність на рівні 0,4 голу за гру першості. За цей час додав до переліку своїх трофеїв ще один титул володаря Кубка Англії, ставав чемпіоном Англії (двічі).
Згодом з 1988 по 1991 рік грав у складі команд клубів «Іпсвіч Таун» та «Мідлсбро».
У 1991 році повернувся до клубу «Іпсвіч Таун», за який відіграв 6 сезонів. Граючи у складі «Іпсвіч Тауна» також здебільшого виходив на поле в основному складі команди. Завершив професійну кар'єру футболіста виступами за «Іпсвіч Таун» у 1997 році.

## Виступи за збірну
У 1979 році дебютував в офіційних матчах у складі національної збірної Шотландії. Протягом кар'єри у національній команді, яка тривала 6 років, провів у формі головної команди країни 29 матчів, забивши 7 голів.
У складі збірної був учасником чемпіонату світу 1982 року в Іспанії.

## Титули і досягнення

### Командні
- Володар Кубка Англії (2):

«Іпсвіч Таун»: 1977-78
«Ліверпуль»: 1985-86
- Чемпіон Англії (2):

«Ліверпуль»: 1985-86, 1987-88
- Володар Суперкубка Англії з футболу (1):

«Ліверпуль»: 1986
- Володар Кубка УЄФА (1):

«Іпсвіч Таун»: 1980-81

### Особисті
Гравець року за версією Професіональної футбольної асоціації: 1981